# Musée de criminologie d'Athènes
Le musée de criminologie (en grec moderne : Μουσείο Εγκληματολογίας) est un espace d'exposition universitaire appartenant à l'université nationale et capodistrienne d'Athènes. Le musée retrace l'histoire de la criminalité en Grèce au cours des XIXe et XXe siècles. Le principal public visé par le musée est celui des étudiants de la faculté de médecine, notamment ceux suivant une formation approfondie en criminologie.